# Masacrul din Nanking

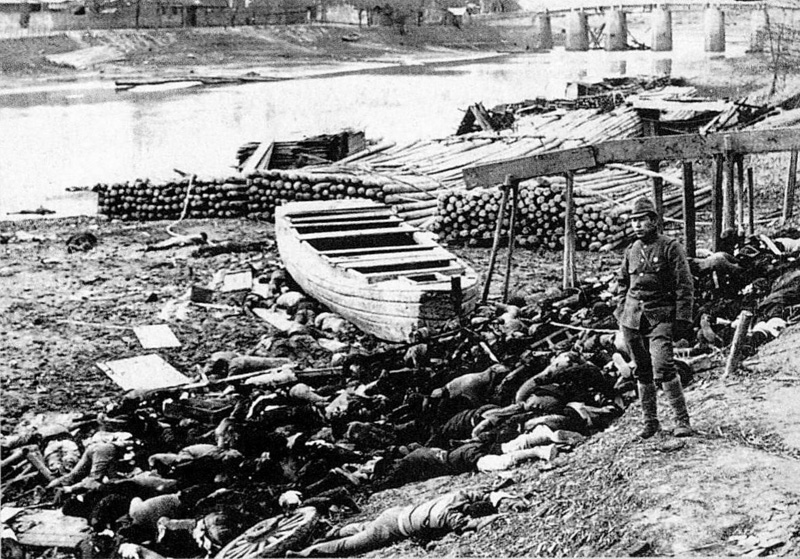
Victime chineze ale masacrului din Nanking, lângă râul Yangtze, în dreapta în picioare este un soldat imperial japonez

Masacrul din Nanking (Nanjing), cunoscut și ca Violul din Nanking (chineză: 南京大屠殺 / 南京大屠杀, Nánjīng dàtúshā; japoneză 南京大虐殺 Nankin daigyakusatsu) se referă la o perioadă de șase săptămâni, începând cu 13 decembrie 1937, de la capturarea  orașului Nanjing, fosta capitală a Chinei, de către forțele japoneze. În timpul acestei perioade sute de mii de civili au fost uciși și 20.000 - 80.000 de femei au fost violate de către militarii imperiali japonezi. Masacrul rămâne o problemă de contencios politic, cu numeroase aspecte disputate și contestate de unii revizioniști istorici și naționaliștii japonezi, care au susținut că masacrul a fost intenționat exagerat sau fabricat în totalitate în scopuri de propagandă. Ca rezultat al eforturilor naționaliștilor japonezi de a refuza sau a minimiza aceste crime de război, controversatul Masacru din Nanking rămâne o piatră de încercare în relațiile chinezo-japoneze, dar și în alte relații cu națiunile asiatice ale Pacificului, cum ar fi Coreea de Sud sau Filipine.

## Istoric
Japonia a început în anul 1930 o politică agresivă de colonizare, având deja armata Guandong staționată pe teritoriul Chinei, care a dus la o serie de conflicte între cele două țări, ca incidentul Mukden (1931), (Manciuria) când a fost aruncată în aer o linie de cale ferată. Acest incident a fost folosit ca pretext de Japonia pentru ocuparea Manciuriei, care s-a realizat fără o rezistență deosebită din partea Chinei care era implicată într-un război civil. Răspunsul Chinei este boicotarea comerțului cu Japonia, la care se adaugă o serie de incidente ca cel din Shanghai unde au fost bătuți de către localnici 5 călugări japonezi, incident care a avut un ecou deosebit în presa japoneză. La 29 ianuarie 1932, avioane japoneze bombardează Shanghaiul, când au murit ca. 18.000 de chinezi și 240.000 rămân fără adăpost. În mai 1933 se ajunge la o înțelegere, încheindu-se un armistițiu, și China încetează boicotarea comerțului cu Japonia. Incidentul de la „Podul Marco Polo” din 7 iulie 1937 a dus la izbucnirea celui de al Doilea Război Chino-Japonez.

## Memoriale
- În 1985, Sala Memorială a Masacrului din Nanjing  a fost construită de administrația municipală din Nanjing în memoria victimelor și pentru a spori gradul de conștientizare a masacrului de la Nanjing. Se află în apropierea unui loc unde au fost îngropate mii de cadavre, numite "groapa a zece mii de cadavre" (wàn rén kēng). În decembrie 2016, sunt înregistrate 10.615 nume de victime ale masacrului de la Nanjing înscrise pe un zid memorial.[4]
- În 1995, Daniel Kwan a avut o expoziție de fotografie în Los Angeles intitulată "Holocaustul uitat".
- În 2005, fosta reședință a lui John Rabe din Nanjing a fost renovată și acum găzduiește "John Rabe și Sala Memorială pentru Zona de Siguranță Internațională ", care a fost deschisă în 2006.
- La 13 decembrie 2009, atât călugării chinezi, cât și cei japonezi au avut o adunare religioasă pentru a pomeni pe civili chinezi uciși de invadarea trupelor japoneze.[5]
- La 13 decembrie 2014, în China a avut loc prima zi de memorial a masacrului de la Nanjing.[6]

Pe data de 9 octombrie 2015, Documentele masacrului din Nanjing au fost enumerate în Registrul Memoria Lumii al UNESCO.

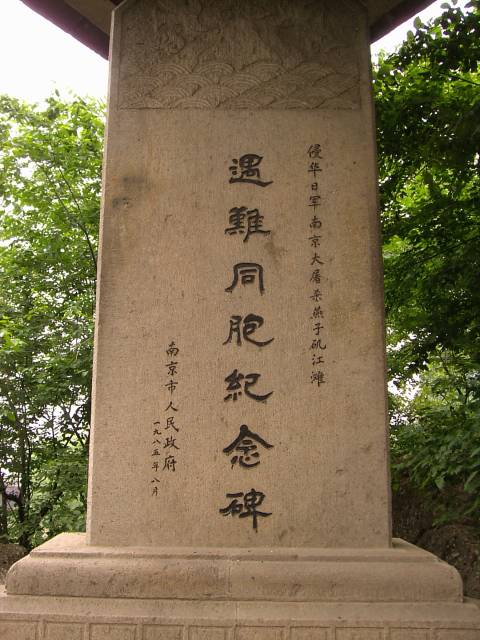
Yanziji, Memorialul Masacrului din Nanjing în 2004
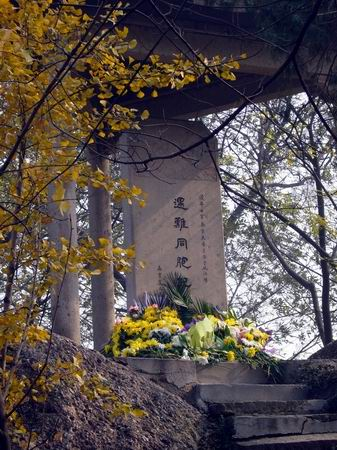
O piatră memorială la Yanziji din Nanjing, pentru victimele din masacrul de la Nanjing
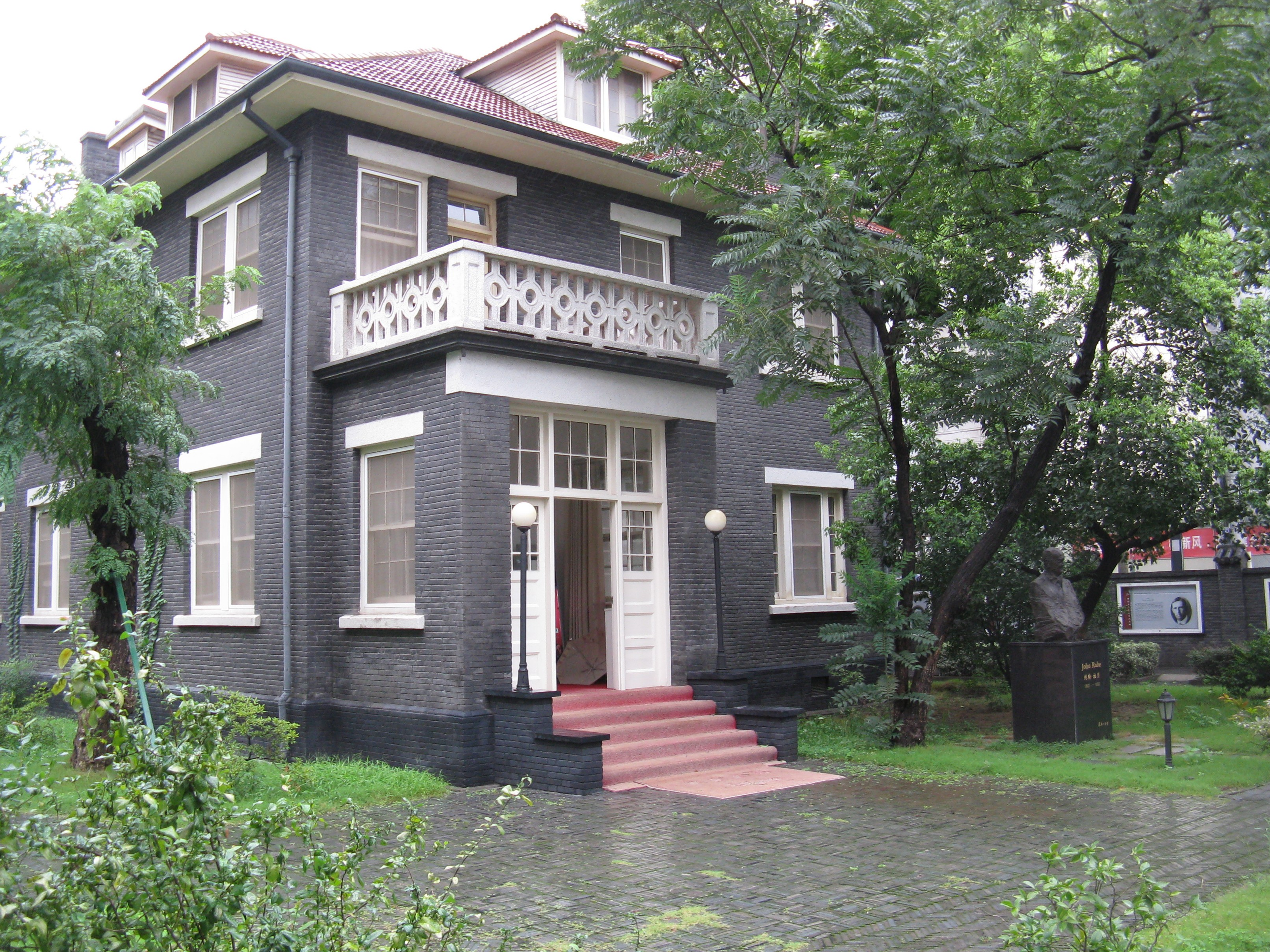
Fosta reședință a lui John Rabe, acum "Sala Memorială pentru Zona de Siguranță Internațională", la Nanjing, iulie 2008
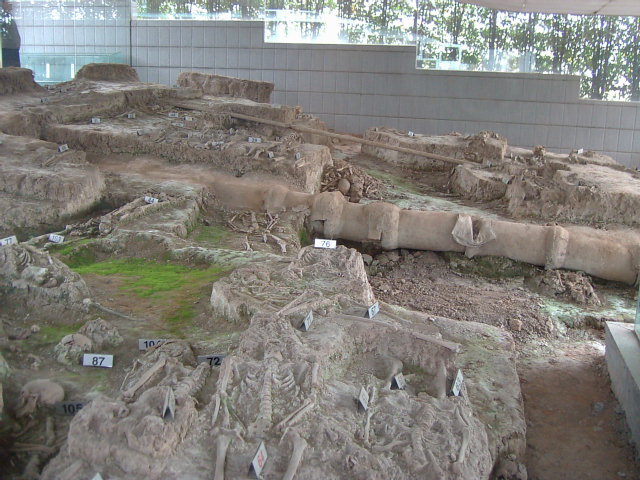
Rămășițe scheletice

## Vezi și
- Calea ferată a morții
- Femei de reconfortare
- Incidentul Jinan
- Unitatea 731